# コーネル・ワイルド
コーネル・ワイルド（Cornel Wilde, 本名：Cornelius Louis Wilde、1912年10月13日 - 1989年10月16日）は、アメリカ合衆国の俳優、映画監督、映画プロデューサー。脚本家としては「ジェファーソン・パスカル」の名前を使っていた。出生名コルネール・ラヨシュ・ヴァイス（Kornél Lajos Weisz）。

## 来歴
ハンガリー（現スロヴァキア）のプリエヴィドザ生まれ。両親はハンガリー系ユダヤ人。1920年に一家で渡米し、アングロサクソン風の姓名に改める。
1933年にニューヨーク市立大学シティカレッジに入学するが1年で中退。その後、あらゆる職業に就きながら、1936年にベルリンで開催された第11回夏季オリンピック（ベルリンオリンピック）にフェンシングアメリカ代表男子選手として出場する。同年に端役で映画デビュー。
1940年に舞台『ロミオとジュリエット』で俳優ローレンス・オリヴィエのフェンシングのコーチをしながらティボルト役で出演しているところを認められて1941年本格的に映画デビューを果たす。数本の映画に小さな役で出演した後、チャールズ・ヴィダー監督の『楽聖ショパン』（1945年）でフレデリック・ショパンを演じ、アカデミー主演男優賞候補に選出される。
以降、ハリウッドにおいて、恋愛映画、活劇並びにフィルム・ノワール等の映画作品でハンサムなタフガイとして、尚且つ、ハンガリー語、フランス語、ドイツ語、英語、イタリア語とロシア語に堪能なことから国際的スターとして活躍する。
また、1950年代に映画制作会社を設立し、自ら映画製作に乗り出し、『大雪原の死闘』（1955年）等では出演のみならず、監督・製作・脚本を手掛けている。

## 主な出演作品
| 公開年 | 邦題 原題                                                | 役名                     | 備考                       |
| ------ | -------------------------------------------------------- | ------------------------ | -------------------------- |
| 1941   | ハイ・シェラ High Sierra                                 | ルイス・メンドーザ       |                            |
| 1943   | 氷上の花 Wintertime                                      | フレディ・オースティン   |                            |
| 1945   | 楽聖ショパン A Song to Remember                          | フレデリック・ショパン   |                            |
| 1945   | 千一夜物語・魔法のランプ A Thousand and One Nights       | アラジン                 |                            |
| 1945   | 哀愁の湖 Leave Her to Heaven                             | リチャード・ハーランド   |                            |
| 1946   | 戦うロビン・フッド The Bandit of Sherwood Forest         | ノッティンガム公ロバート |                            |
| 1947   | 永遠のアンバー Forever Amber                             | ブルース・カールトン     |                            |
| 1948   | 深夜の歌声 Road House                                    | ピート・モーガン         |                            |
| 1949   | ショックプルーフ Shockproof                              | グリフ・マラット         |                            |
| 1950   | 西部の二国旗 Two Flags West                              | マーク・ブラッドフォード |                            |
| 1952   | 地上最大のショウ The Greatest Show on Earth              | グレート・セバスチャン   |                            |
| 1952   | 剣豪ダルタニアン At Sword's Point                        | ダルタニアン・Jr         |                            |
| 1952   | 征服者 California Conquest                               | Don Arturo Bordega       |                            |
| 1952   | 語らざる男 Operation Secret                              | ピーター・フォレスター   |                            |
| 1953   | ゴールデン・コンドルの秘宝 Treasure of the Golden Condor | ジャン＝ポール           |                            |
| 1954   | 渓谷の騎士 Star of India                                 | ピエール                 |                            |
| 1954   | ニューヨークの女達 Woman's World                         | ビル・バクスター         |                            |
| 1954   | 怒りの刃 Passion                                         | フアン                   |                            |
| 1955   | 暴力団 The Big Combo                                     | レオナルド・ダイアモンド |                            |
| 1955   | 大雪原の死闘 Storm Fear                                  | チャーリー               | 監督・製作・出演           |
| 1956   | 熱い血 Hot Blood                                         | ステファノ・トリノ       |                            |
| 1956   | 豹の爪 Beyond Mombasa                                    | マット・キャンベル       |                            |
| 1957   | 勇者カイヤム Omar Khayyam                                | オマール・カイヤム       |                            |
| 1957   | 地球で一番早い男 The Devil's Hairpin                     | ニック                   | 監督・脚本・製作・出演     |
| 1958   | マラカイボ Maracaibo                                     | ヴィク・スコット         | 監督・製作・出演           |
| 1959   | グランド・キャニオンの対決 Edge of Eternity              | レス・マーティン         |                            |
| 1962   | コンスタンチン大帝 Costantino il grande                  | コンスタンチン大帝       |                            |
| 1963   | 剣豪ランスロット Lancelot and Guinevere                  | サー・ランスロット       | 監督・脚本・製作・出演     |
| 1966   | 裸のジャングル The Naked Prey                            | 男                       | 監督・製作・出演           |
| 1967   | ビーチレッド戦記 Beach Red                               | マクドナルド大尉         | 監督・脚本・製作・出演     |
| 1970   | 最後の脱出 No Blade of Grass                             | ラジオの声               | 監督・脚本・製作、声の出演 |
| 1972   | ショック!生きていた怪獣ガーゴイルズ Gargoyles            | Dr. Mercer Boley         | テレビ映画                 |
| 1975   | シャーク・トレジャー Sharks' Treasure                    | ジム・カーナハン         | 監督・脚本・製作・出演     |
| 1978   | バトル・オブ・ザ・バイキング The Norseman                | ラグナー                 |                            |

## 参照
1. ↑  List or Manifest of Alien Passengers for the United States, S.S. Noordam, Passengers Sailing from Rotterdam, May 4, 1920, New York Passenger Lists, 1820-1957. iProvo, Utah, 2010.
2. ↑  Air Passenger Manifest, Transcontinental and Western Air, Inc. Flight 971/05, December 5, 1948.  New York Passenger Lists, 1820-1957.  Provo, Utah, 2010. この移民記録書の中でワイルドはみずからの出生地をハンガリー、生年を1912年としている。